# Todirești (Vaslui)
Todireşti è un comune della Romania di 3 584 abitanti, ubicato nel distretto di Vaslui, nella regione storica della Moldavia. 
Il comune è formato dall'unione di 9 villaggi: Cotic, Drăgești, Huc, Plopoasa, Siliștea, Sofronești, Todirești, Valea Popii, Viișoara.
Nel 2004 si è staccato da Todireşti il villaggio di Rafaila, andato a formare un comune autonomo.